# Päpstliche Fakultät Teresianum
Die Päpstliche Theologische Fakultät Teresianum (italienisch Pontificia Facoltà Teologica Teresianum, lateinisch Pontificia Facultas Theologica Teresianum) ist eine Hochschule päpstlichen Rechts an der Piazza di San Pancrazio in Rom. Sie ist die internationale theologische Fakultät der Ordensgemeinschaft der Unbeschuhten Karmeliten und wurde am 16. Juli 1935 gegründet; 1963 wurde die päpstliche Anerkennung erteilt. Kanzler ist der jeweilige Generalobere der Unbeschuhten Karmeliten; Präsident ist Denis Chardonnens OCD.
Die Hochschule lehrt an der theologischen Fakultät neben Theologie unter anderem theologische Anthropologie und christliche Anthropologie. Das Institut für Spiritualität beschäftigt sich vornehmlich mit spiritueller Theologie und der Theologie des geistlichen Lebens.
Das „Internationale Institut für Theologie der Krankenpastoral Camillianum“ der Kamillianer wurde vom Heiligen Stuhl am 28. April 1987 approbiert und dem Teresianum unterstellt.

## Bekannte Absolventen
- Ilario Antoniazzi, Erzbischof von Tunis
- Anders Arborelius OCD, Bischof von Stockholm, Kardinal
- Silvio José Báez Ortega OCD, Weihbischof in Managua
- José Sánchez de Murillo, Philosoph und Dichter
- Milan Šašik CM, Oberhaupt der ruthenisch-griechisch-katholischen Kirche in der Ukraine
- Adeodato Giovanni Piazza OCD, Erzbischof und Patriarch von Venedig